# Kazuki Hiramoto
Kazuki Hiramoto (平本 一樹 Hiramoto Kazuki?), född 18 augusti 1981, är en japansk tidigare fotbollsspelare.
I juni 2001 blev han uttagen i Japans trupp till U20-världsmästerskapet 2001.